# باول هارفورد
باول هارفورد (بالإنجليزية: Paul Harford)‏ هو لاعب كرة قدم بريطاني في مركز الوسط، ولد في 21 أكتوبر 1974 في تشيلمسفورد في المملكة المتحدة. لعب مع بلاكبيرن روفرز وساتون يونايتد وشروزبري تاون ونادي أرسنال ونادي ألدرشوت تاون ونادي فارنبوروه وويغان أتلتيك.

## وصلات خارجية
- باول هارفورد على موقع قاعدة بيانات كرة القدم.إي يو (الإنجليزية)
- باول هارفورد على موقع Soccerbase.com (لاعب) (الإنجليزية)